# La Chapelle-Orthemale
La Chapelle-Orthemale is een gemeente in het Franse departement Indre (regio Centre-Val de Loire) en telt 111 inwoners (2004). De plaats maakt deel uit van het arrondissement Châteauroux.

## Geografie
De oppervlakte van La Chapelle-Orthemale bedraagt 18,2 km², de bevolkingsdichtheid is 6,1 inwoners per km².
De onderstaande kaart toont de ligging van La Chapelle-Orthemale met de belangrijkste infrastructuur en aangrenzende gemeenten.

## Demografie
Onderstaande figuur toont het verloop van het inwonertal (bron: INSEE-tellingen).